# Beato (códice)

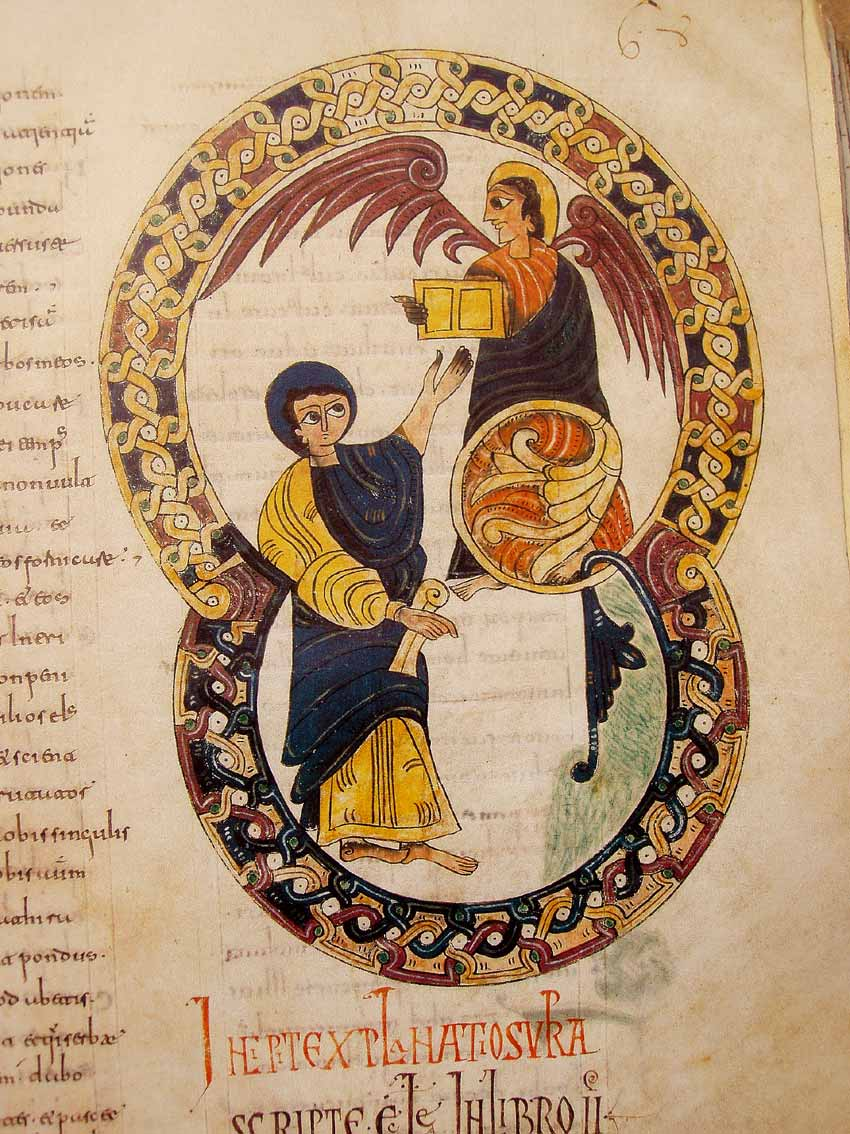
Iluminación del Beato de San Millán. Monasterio de San Millán.

Se denomina beato a cada uno de los distintos códices manuscritos que copian el Comentario al Apocalipsis (Explanatio in Apocalypsin) de san Juan que en el año 776 realizó Beato de Liébana, abad del monasterio de Santo Toribio, en el valle de Liébana (Cantabria).
Es un género librario específicamente hispano.

## Principales beatos conocidos
Hoy en día, conservados en diferentes instituciones, existen alrededor de 31 beatos, de los que 24 contienen miniaturas. De algunos de ellos solo quedan páginas sueltas, pero por referencias se conoce que formaron parte de beatos completos. Son libros escritos entre los siglos X al XIII, considerándose, a grandes rasgos, prerrománicos a los realizados en los siglos X y principios del XI y puramente románicos a los escritos en los siglos XI (mediados), XII y XIII.
En función de las fechas en que fueron escritos se conocen los siguientes Beatos:
- Del siglo X se conservan tres, el de Tábara, Gerona, Escalada y dos hojas del Beato de Zamora.
- Del siglo XI se conservan ocho y también una hoja suelta depositada en el Monasterio de Santo Domingo de Silos.
- Del siglo XII se conservan nueve.
- Del siglo XIII se conservan dos y una hoja suelta depositada en la Colección Ryland (Mánchester).

## Explicación sobre su supervivencia
El fenómeno de los códices que contienen el "Comentario al Apocalipsis" (Commentarium in Apocalypsin) de Beato de Liébana es único en la Alta Edad Media hispánica. Ninguna otra obra fue copiada tantas veces como para que llegaran a nuestros días más de 25 manuscritos, además de fragmentos de otros, que se han ido descubriendo y que superan ya la decena (de los cuales, uno de Silos con miniatura).
Este fenómeno no se explica tanto por el texto de la obra principal que contienen, sino por sus ilustraciones, que tienen una notable uniformidad pictórica, al contrario que las Biblias y Evangeliarios que no repiten sus iluminaciones.
Veintidós manuscritos de los conservados las tienen. Los beatos más antiguos que conservamos son del siglo X, aunque la producción de copias debió de ser constante desde la publicación del "Comentario". Tanto fue el éxito que tuvieron los beatos que, al contrario que en zonas italogálicas y anglonormandas, las copias del texto del Apocalipsis que se hicieron en Hispania no tenían miniatura alguna, dada la fuerte atracción de la tradición de los beatos que las tenían como en exclusiva.

## Los principales beatos
Uno de los más famosos por su calidad y estado de conservación es el Ms. Vit. 14.2, conocido como Beato de Fernando I y doña Sancha, que conserva la Biblioteca Nacional de Madrid. Entre los 31 beatos (de algunos de los cuales solo quedan fragmentos), hay que destacar:
- Fragmento de Nájera (siglo IX). Tesoro del Monasterio de Santo Domingo de Silos.

- Beato de San Millán de la Cogolla, (valle del Ebro). Hacia 930. Madrid. Real Academia de la Historia. Ms. 33.

- Beato de San Millán de la Cogolla. Hacia 950/955. San Lorenzo de El Escorial. Real Biblioteca de San Lorenzo. Ms. & II. 5. 225 x 355 mm. 151 folios 52 miniaturas.

- Beato de San Miguel de Escalada, (cerca de León (España). Hacia 960. Pierpont Morgan Library (New York). Ms 644. 280 x 380 mm. 89 miniaturas. Printado por Magius, archipictor.

- Beato de San Salvador de Tábara (Madrid). Hacia 968/970. Madrid. Archivo Histórico Nacional. Ms 1097 B (1240). Pintado por Magius, completado tras su muerte por su alumno Emeterio.

- Beato de Valcavado de Valcavado, también llamado Beato de Valladolid. Hacia 970. Valladolid. Biblioteca de la Universidad. Ms. 433 (ex ms 390). 97 miniaturas restantes. Pintado por Oveco para el abad Sempronio.

- Beato de la Rioja, de Rioja o León (España). Hacia 975. Catedral de Seo de Urgel. Archivo. Ms. 26. 90 miniaturas.

- Beato de San Salvador de Tábara. Hacia 975. Catedral de Gerona. Archivo. Ms. 7. 260 x 400 mm. 280 folios. 160 miniaturas. Pintado por Emeterio (alumno de Magius) y por la monja Ende.

- Beato de San Millán de la Cogolla. Segundo tercio del siglo X. Madrid. Biblioteca Nacional. Ms. Vit. 14.1.

- Beato de Fernando I y doña Sancha de León (España). 1047. Madrid. Biblioteca Nacional. Ms. Vit. 14.2. Encargado por Fernando I y la reina Sancha. 267 x 361 mm. 312 folios. 98 miniaturas. Pintado por Facundus.

- Beato Corsini (siglo XII; Roma, Biblioteca dell'Accademia Nazionale dei Lincei e Corsiniana, Segn. 40.E.6)

- Beato de Osma. 1086. Catedral de El Burgo de Osma. Archivo. Cod. 1. 225 x 360 mm. 166 folios. 71 miniaturas. Copista: Petrus. Pintor: Martinus.

- Beato de Saint-Sever de Saint-Sever-sur-l'Adour. 1060/1070. París. Bibliothèque Nationale. Ms. Lat. 8878.

- Beato de Silos. 1091 / 1109. Londres. British Library. Ms. Add. 11695.
- Beato de El Escorial
- Beato de Zamora
- Beato de Gerona
- Beato de Turín
- Beato de Cardeña
- Beato de Las Huelgas
- Beato de San Andrés de Arroyo. Realizado a finales del siglo XII, hoy se guarda en París, Bibliothèque Nationale de Francia. Tiene 334 páginas y 69 miniaturas ricamente iluminadas con oro y plata.
- Beato de Navarra (París 1366). Conservado en París, Biblioteca Nacional de Francia.
- Beato de Fanlo
- Commentarium in Apocalypsin

## Estructura de los manuscritos

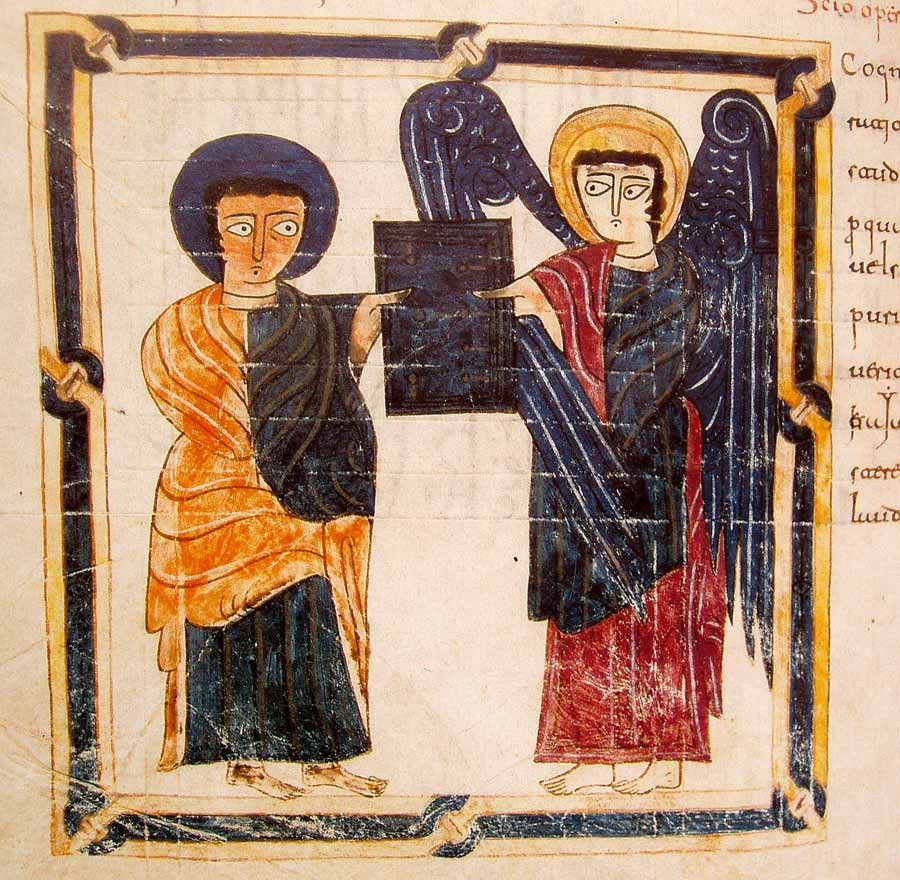
Ilustración del Beato de San Millán. Monasterio de San Millán.

En los códices conservados observamos cómo al texto del "Comentario" de Beato se fueron sumando otros elementos que dan como resultado el actual contenido de un manuscrito 'Beato' tipo:
- Genealogías bíblicas. Las complejas ilustraciones de los árboles genealógicos del pueblo judío desde Adán hasta el nacimiento de Cristo solían encabezar las Biblias mozárabes, de donde probablemente pasaron a los Beatos.
- Prefacio. Un breve texto en el que se manifiesta el deseo de hacer comprensible el libro bíblico. En él abundan las citas de Isidoro, en especial de su "Contra Iudaeos". En este prefacio se dedica la obra a Eterio, al que se refiere como 'sancte pater', habiendo sido quien solicitara de Beato la obra para instrucción de sus hermanos de religión.
- Dos prólogos: el primero trata la vida de San Jerónimo. Se ha atribuido a Prisciliano, aunque en algunos manuscritos está atribuido al propio San Jerónimo. El segundo prólogo es un texto que este santo dedicó a Anatolio en su refundición del "Comentario al Apocalipsis" de Victorino.
- Interpretatio: es una explicación resumida del Apocalipsis a partir, al parecer, de Primasio y Ticonio con citas isidorianas y en el que se utiliza un texto bíblico distinto de la Vulgata.

## La iluminación mozárabe

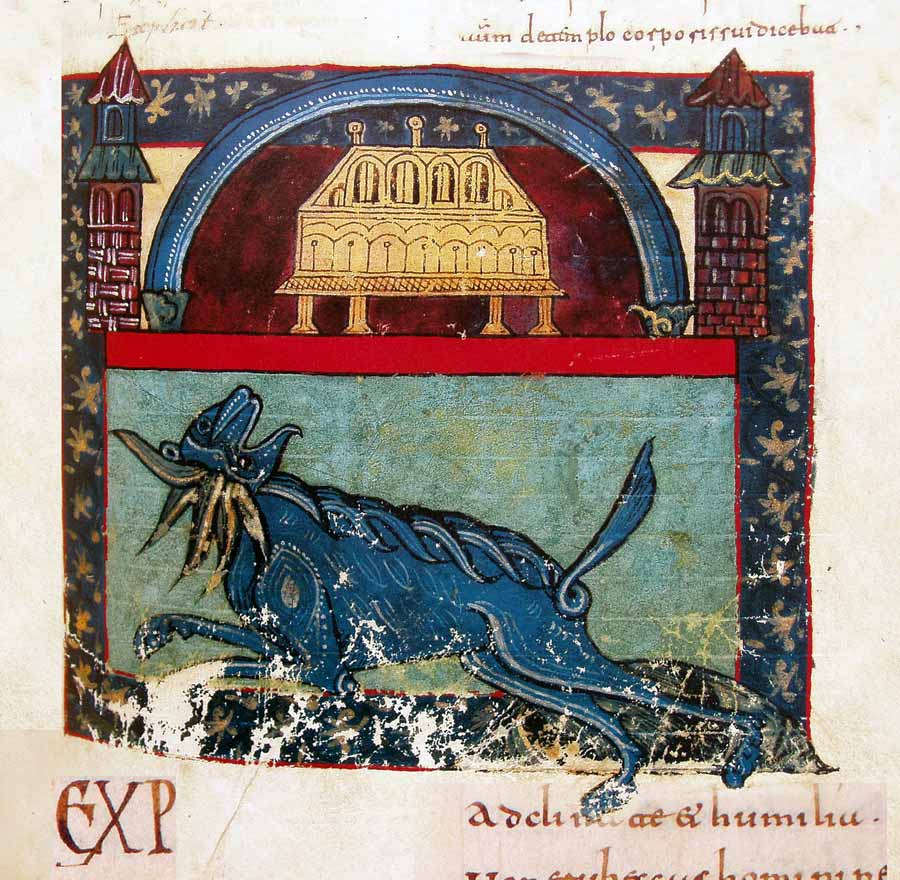
Ilustración del Beato de San Millán. Monasterio de San Millán.

Se denominan mozárabes a los cristianos de la península que vivían o habían vivido bajo la dominación musulmana o 
en su proximidad en la Edad Media hispánica. Por extensión se llama mozárabe a la dialectología, poesía, cancionero, pintura, urbanismo, liturgia o música de esa sociedad. Los mozárabes que emigraron a los reinos cristianos del norte en los siglos IX y X aportaron una cultura que mostraba la interpenetración de las tres religiones del Libro: cristiana, judaica y musulmana. También el arte de la miniatura de los 'Beatos' suele definirse como mozárabe, aunque el término es bastante controvertido.
Además de la colección de 'Beatos', hay otros manuscritos de arte mozárabe o "de repoblación", como también se le conoce: Biblia de la Catedral de León (Ms.6), Biblia de San Isidoro de León (Colegiata, Sign.2), Antifonario de León (Catedral, Ms.8), los "Moralia in Job" de San Gregorio (BN, Vitr. 15-2), los "Conciliarios" Albendense y Emilianense (ambos en El Escorial: d.I.1 y d.I.2) y el "Virginitate Beatae Mariae" de San Ildefonso (conservado en la Biblioteca Laurenciana de Florencia -Ashburhan 17- procedente de Toledo), por citar los ejemplos más sobresalientes.
Lo esencial de la iconografía de los 'Beatos' se debió de formar ya en el siglo VIII con aportaciones bizantinas y persas (aves afrontadas separadas por el árbol de la vida, largas filas de personajes, los grandes ojos de hombres y ángeles, las columnas rellenas de elementos vegetales geometrizados), del Egipto copto (trenzados geométricos, fondos estrellados), de la Europa carolingia (ornamentación de interiores y cortinajes, vestimenta con pliegues) y del arte primitivo hispánico (en la composición, en el movimiento y expresividad de las figuras). Los elementos orientales y norteafricanos originarios fueron enriquecidos sin duda por la aportación mozárabe, dado que los patrones iconográficos muestran el filtro musulmán.
El resultado es una síntesis original de antecedentes y tradiciones con abundantes elementos del mundo occidental y con una concepción de la visión y del mundo que se remontan al siglo VI bizantino, cuando entre Oriente y la península ibérica los contactos eran fluidos.

## Períodos y centros de producción
En torno al año 950 se conoce la existencia de numerosos escriptorios monásticos con copistas e iluminadores. En la zona asturleonesa los de Tábara, León, Escalada, Valcavado, Albares y Bobadilla; en el norte de Castilla los de Cardeña, Valeránica y Silos. En el reino de Navarra los de Albelda y San Millán de la Cogolla. A este ámbito geográfico corresponde la primera fase de gran difusión de la obra de Beato de Liébana. 
Más tarde la producción habría de abarcar una mayor extensión (desde mediados del siglo XI al XIII) llegando desde Portugal a la zona oriental de la Península y trascendiendo los límites hispánicos (Gascuña, sur de Italia o Lombardía). En esta fase participan otros centros de producción de Castilla, como los monasterios de Las Huelgas o San Andrés de Arroyo.
La mayoría de los manuscritos son de escritura visigótica, excepto los de procedencia extrapeninsular, que tienen grafía carolina, y los más tardíos que poseen escritura carolinogótica.
En varios manuscritos, el propio texto hace referencia a las imágenes, de lo cual se deduce que el códice original tenía ya miniaturas, inspiradas posiblemente en un manuscrito de origen norteafricano oriental, copto (aunque algunos creen probable que se originara en la zona astur, a partir de antecedentes paleocristianos). Se lee, por ejemplo, "incipit sequentis picture storie" o "sicut subiecta figura declarat".
Por el estilo y composición de las miniaturas, se reconocen dos grandes familias de manuscritos, la segunda de las cuales se subdivide en dos líneas de tradición (II a y II b). El arquetipo de este segundo grupo contenía ya el "Comentario al libro de Daniel", los retratos de evangelistas y las tablas genealógicas. Encabeza el grupo II a, por antigüedad, el manuscrito que pintó Magio en San Miguel de Escalada (León), que por su originalidad y aportaciones artísticas, algunos sospechan que se podría identificar con el arquetipo de esta rama de la tradición.
Por lo que respecta al texto se han sugerido hasta tres ediciones y una revisión de la tercera. A la primera edición corresponderían los códices de San Severo y el emilianense de la Biblioteca Nacional. A la segunda edición, todos los códices del resto de la rama primera del stemma. A la tercera todos los manuscritos de la familia segunda, correspondiendo a la revisión de esta tercera edición los códices de la rama II b.